# Reinhold Lahti
Reinhold Lahti, född 3 juni 1930 i Kukkola, Karl Gustavs församling, Norrbottens län, död 20 mars 2002 i Hägersten, Stockholms kommun, var en svensk militär (generalmajor).

## Biografi
Lahti gick på Krigsskolan Karlberg 1953–1954 och blev officer vid Bodens artilleriregemente (A 8) 1954. Han genomgick Militärhögskolan tekniska linje 1961–1963 och Defence Management Systems Course i USA 1967. Lahti tjänstgjorde bland annat vid dåvarande Tekniska stabskåren 1966–1968. Åren 1969–1970 tjänstgjorde han vid sitt hemmaregemente och blev major 1970. Lahti var lärare på Militärhögskolan 1971–1975 och var åter till A 8 en kort tid 1975. Samma år blev han chef för Arméstabens utrustningsavdelning, där han tjänstgjorde till 1978. Han gick på Försvarshögskolan 1977 samt blev överste och var chef för Gotlands artilleriregemente (A 7) 1978–1980.
År 1980 var det dags för befattningsbyte igen och Lahti utnämndes då till överste av första graden och chef för Bodens artilleriregemente (A 8) och Bodens försvarsområde (Fo 63). Denna befattning innehade Lahti till 1983 då han genomgick Försvarshögskolans chefskurs och utnämndes till generalmajor och chef för huvudavdelningen för gemensamma fackfrågor vid Försvarets materielverk. År 1988 blev Lahti slutligen av regeringen förordnad som rikshemvärnschef. Under Lahtis tid som hemvärnets främste företrädare och funktionsansvarig fattades bland annat beslut om att kvinnor med militär grundutbildning kunde bli hemvärnsmän. Man började också tilldela all hemvärnspersonal (utan kostnad för den enskilde) Tidningen Hemvärnet, rikshemvärnsstaben flyttade till nya lokaler på Löjtnantsgatan nära Högkvarteret, hemvärnets personalstyrka fastställdes till 125 000 man, "fo-flyget" lanserades, Hemvärnsmuseet på Hemvärnets stridsskola återinvigdes, hemvärnspersonalen började få uniformssystem 90, Rikshemvärnsrådet bildades av den gamla Hemvärnets centrala förtroendenämnd och försöksutbildning av bevakningslottor för hemvärnet påbörjades.
Reinhold Lahti var son till Arvo Lahti och Elsa Ojala. Han gifte sig 1955 med ekonomen Ulla Hellhoff (1931-2009), dotter till Robert Hellhoff och Märta Lindberg. Makarna Lahti var föräldrar till Thomas (född 1953), Jenny Kristina (född 1970), och Karl Henrik (1972). Lahti gravsattes den 15 april 2002 på Skogskyrkogården i Stockholm.